# ژانگ یافی
ژانگ یافِی (انگلیسی: Zhang Yafei؛ زادهٔ ۱ ژانویهٔ ۱۹۷۰)  تیرانداز اهل چین بود. وی در بازی‌های المپیک تابستانی ۲۰۰۰ حضور داشته‌است.